# Temporada 1983-1984 del FC Barcelona
Les dades més destacades de la temporada 1983-1984 del Futbol Club Barcelona són les següents:

## 1984

### Març
- 7 març - Recopa d'Europa. Quarts de final. Anada. Brillant victòria del FCB davant el Manchester United FC (2-0) amb gols de Hogg, en pròpia porta, i Rojo a l'últim minut

## Plantilla
La relació de jugadors de la plantilla del Barça la temporada 1983-84 és la següent:
| N. | Pos. | Nac. | Jugador       | Total | Total | Gamper | Gamper | Lliga | Lliga | Copa de la Lliga | Copa de la Lliga | Copa | Copa | Supercopa espanyola | Supercopa espanyola | Recopa | Recopa |
| N. | Pos. | Nac. | Jugador       | PJ    | Gols  | PJ     | Gols   | PJ    | Gols  | PJ               | Gols             | PJ   | Gols | PJ                  | Gols                | PJ     | Gols   |
| -- | ---- | --- | ------------- | ----- | ----- | ------ | ------ | ----- | ----- | ---------------- | ---------------- | ---- | ---- | ------------------- | ------------------- | ------ | ------ |
| —  | DEF  | [[Fitxer:Flag of Spain.svg\|23x15px\|border \|alt=Espanya\|link=Selecció de futbol d'Espanya\|{{#if:\|]]                                       | Alexanko      | 53    | 6     | 2      | 0      | 34    | 3     | 5                | 1                | 5    | 1    | 2                   | 1                   | 5      | 0      |
| —  | POR  | [[Fitxer:Flag of Spain.svg\|23x15px\|border \|alt=Espanya\|link=Selecció de futbol d'Espanya\|{{#if:\|]]                                       | Amador        | 0     | 0     | 0      | 0      | 0     | 0     | 0                | 0                | 0    | 0    | 0                   | 0                   | 0      | 0      |
| —  | MIG  | [[Fitxer:Flag of the Valencian Community (2x3).svg\|23x15px\|border \|alt=País Valencià\|link=Selecció de futbol del País Valencià\|{{#if:\|]] | Amor          | 0     | 0     | 0      | 0      | 0     | 0     | 0                | 0                | 0    | 0    | 0                   | 0                   | 0      | 0      |
| —  | POR  | [[Fitxer:Flag of Spain.svg\|23x15px\|border \|alt=Espanya\|link=Selecció de futbol d'Espanya\|{{#if:\|]]                                       | Artola        | 6     | 0     | 0      | 0      | 2     | 0     | 0                | 0                | 1    | 0    | 0                   | 0                   | 3      | 0      |
| —  | MIG  | [[Fitxer:Flag of Catalonia.svg\|23x15px\|border \|alt=Catalunya\|link=Selecció de futbol de Catalunya\|{{#if:\|]]                              | Calderé       | 6     | 1     | 0      | 0      | 0     | 0     | 6                | 1                | 0    | 0    | 0                   | 0                   | 0      | 0      |
| —  | DAV  | [[Fitxer:Flag of Spain.svg\|23x15px\|border \|alt=Espanya\|link=Selecció de futbol d'Espanya\|{{#if:\|]]                                       | Carlos        | 1     | 0     | 0      | 0      | 0     | 0     | 1                | 0                | 0    | 0    | 0                   | 0                   | 0      | 0      |
| —  | DAV  | [[Fitxer:Flag of the Valencian Community (2x3).svg\|23x15px\|border \|alt=País Valencià\|link=Selecció de futbol del País Valencià\|{{#if:\|]] | Carrasco      | 48    | 13    | 2      | 0      | 34    | 12    | 0                | 0                | 5    | 0    | 2                   | 1                   | 5      | 0      |
| —  | DEF  | [[Fitxer:Flag of the Valencian Community (2x3).svg\|23x15px\|border \|alt=País Valencià\|link=Selecció de futbol del País Valencià\|{{#if:\|]] | Carreras      | 1     | 0     | 0      | 0      | 0     | 0     | 1                | 0                | 0    | 0    | 0                   | 0                   | 0      | 0      |
| —  | DAV  | [[Fitxer:Flag of Catalonia.svg\|23x15px\|border \|alt=Catalunya\|link=Selecció de futbol de Catalunya\|{{#if:\|]]                              | Clos          | 15    | 3     | 0      | 0      | 6     | 0     | 0                | 0                | 5    | 2    | 1                   | 0                   | 3      | 1      |
| —  | MIG  | [[Fitxer:Flag of Spain.svg\|23x15px\|border \|alt=Espanya\|link=Selecció de futbol d'Espanya\|{{#if:\|]]                                       | Esteban       | 34    | 2     | 2      | 0      | 19    | 2     | 5                | 0                | 3    | 0    | 2                   | 0                   | 3      | 0      |
| —  | POR  | [[Fitxer:Flag of Spain.svg\|23x15px\|border \|alt=Espanya\|link=Selecció de futbol d'Espanya\|{{#if:\|]]                                       | Fernández     | 0     | 0     | 0      | 0      | 0     | 0     | 0                | 0                | 0    | 0    | 0                   | 0                   | 0      | 0      |
| —  | DAV  | [[Fitxer:Flag of Argentina.svg\|23x15px\|border \|alt=Argentina\|link=Selecció de futbol de l'Argentina\|{{#if:\|]]                            | Gabrich       | 2     | 0     | 0      | 0      | 2     | 0     | 0                | 0                | 0    | 0    | 0                   | 0                   | 0      | 0      |
| —  | DEF  | [[Fitxer:Flag of Spain.svg\|23x15px\|border \|alt=Espanya\|link=Selecció de futbol d'Espanya\|{{#if:\|]]                                       | Gerardo       | 11    | 0     | 0      | 0      | 3     | 0     | 3                | 0                | 3    | 0    | 0                   | 0                   | 2      | 0      |
| —  | DEF  | [[Fitxer:Flag of Spain.svg\|23x15px\|border \|alt=Espanya\|link=Selecció de futbol d'Espanya\|{{#if:\|]]                                       | Julio Alberto | 46    | 3     | 2      | 0      | 32    | 3     | 0                | 0                | 5    | 0    | 2                   | 0                   | 5      | 0      |
| —  | DAV  | [[Fitxer:Flag of Catalonia.svg\|23x15px\|border \|alt=Catalunya\|link=Selecció de futbol de Catalunya\|{{#if:\|]]                              | Manolo        | 4     | 0     | 0      | 0      | 0     | 0     | 4                | 0                | 0    | 0    | 0                   | 0                   | 0      | 0      |
| —  | DEF  | [[Fitxer:Flag of Spain.svg\|23x15px\|border \|alt=Espanya\|link=Selecció de futbol d'Espanya\|{{#if:\|]]                                       | Manolo        | 11    | 0     | 0      | 0      | 2     | 0     | 6                | 0                | 2    | 0    | 0                   | 0                   | 1      | 0      |
| —  | DAV  | [[Fitxer:Flag of Argentina.svg\|23x15px\|border \|alt=Argentina\|link=Selecció de futbol de l'Argentina\|{{#if:\|]]                            | Maradona      | 25    | 17    | 2      | 2      | 16    | 11    | 0                | 0                | 4    | 1    | 0                   | 0                   | 3      | 3      |
| —  | DAV  | [[Fitxer:Flag of Spain.svg\|23x15px\|border \|alt=Espanya\|link=Selecció de futbol d'Espanya\|{{#if:\|]]                                       | Marcos        | 46    | 12    | 2      | 1      | 34    | 11    | 0                | 0                | 5    | 0    | 2                   | 0                   | 3      | 0      |
| —  | DEF  | [[Fitxer:Flag of Spain.svg\|23x15px\|border \|alt=Espanya\|link=Selecció de futbol d'Espanya\|{{#if:\|]]                                       | Migueli       | 44    | 1     | 2      | 0      | 30    | 0     | 0                | 0                | 7    | 0    | 2                   | 0                   | 3      | 1      |
| —  | DAV  | [[Fitxer:Flag of Spain.svg\|23x15px\|border \|alt=Espanya\|link=Selecció de futbol d'Espanya\|{{#if:\|]]                                       | Morán         | 13    | 1     | 0      | 0      | 2     | 0     | 6                | 1                | 2    | 0    | 0                   | 0                   | 3      | 0      |
| —  | DEF  | [[Fitxer:Flag of Catalonia.svg\|23x15px\|border \|alt=Catalunya\|link=Selecció de futbol de Catalunya\|{{#if:\|]]                              | Moratalla     | 20    | 1     | 0      | 0      | 8     | 1     | 4                | 0                | 3    | 0    | 0                   | 0                   | 5      | 0      |
| —  | DEF  | [[Fitxer:Flag of Catalonia.svg\|23x15px\|border \|alt=Catalunya\|link=Selecció de futbol de Catalunya\|{{#if:\|]]                              | Olmo          | 1     | 0     | 0      | 0      | 0     | 0     | 1                | 0                | 0    | 0    | 0                   | 0                   | 0      | 0      |
| —  | MIG  | [[Fitxer:Flag of Spain.svg\|23x15px\|border \|alt=Espanya\|link=Selecció de futbol d'Espanya\|{{#if:\|]]                                       | Pedraza       | 5     | 0     | 0      | 0      | 0     | 0     | 5                | 0                | 0    | 0    | 0                   | 0                   | 0      | 0      |
| —  | MIG  | [[Fitxer:Flag of Spain.svg\|23x15px\|border \|alt=Espanya\|link=Selecció de futbol d'Espanya\|{{#if:\|]]                                       | Periko Alonso | 41    | 3     | 0      | 0      | 29    | 1     | 0                | 0                | 4    | 0    | 2                   | 0                   | 6      | 2      |
| —  | DAV  | [[Fitxer:Flag of the Valencian Community (2x3).svg\|23x15px\|border \|alt=País Valencià\|link=Selecció de futbol del País Valencià\|{{#if:\|]] | Pichi Alonso  | 21    | 6     | 2      | 0      | 7     | 2     | 6                | 4                | 4    | 0    | 1                   | 0                   | 1      | 0      |
| —  | DAV  | [[Fitxer:Flag of Spain.svg\|23x15px\|border \|alt=Espanya\|link=Selecció de futbol d'Espanya\|{{#if:\|]]                                       | Quini         | 31    | 11    | 2      | 1      | 16    | 3     | 6                | 0                | 5    | 5    | 1                   | 0                   | 1      | 2      |
| —  | MIG  | [[Fitxer:Flag of Catalonia.svg\|23x15px\|border \|alt=Catalunya\|link=Selecció de futbol de Catalunya\|{{#if:\|]]                              | Rojo          | 37    | 4     | 0      | 0      | 21    | 1     | 5                | 1                | 6    | 0    | 1                   | 1                   | 4      | 1      |
| —  | MIG  | [[Fitxer:Flag of Germany.svg\|23x15px\|border \|alt=Alemanya Occidental\|link=Selecció de futbol d'Alemanya Occidental\|{{#if:\|]]             | Schuster      | 31    | 10    | 2      | 0      | 22    | 7     | 1                | 1                | 2    | 1    | 0                   | 0                   | 4      | 1      |
| —  | DEF  | [[Fitxer:Flag of Catalonia.svg\|23x15px\|border \|alt=Catalunya\|link=Selecció de futbol de Catalunya\|{{#if:\|]]                              | Tente Sánchez | 49    | 1     | 2      | 0      | 31    | 1     | 6                | 0                | 4    | 0    | 2                   | 0                   | 4      | 0      |
| —  | MIG  | [[Fitxer:Flag of Spain.svg\|23x15px\|border \|alt=Espanya\|link=Selecció de futbol d'Espanya\|{{#if:\|]]                                       | Urbano        | 17    | 1     | 2      | 0      | 8     | 0     | 0                | 0                | 2    | 0    | 2                   | 0                   | 3      | 1      |
| —  | POR  | [[Fitxer:Flag of Spain.svg\|23x15px\|border \|alt=Espanya\|link=Selecció de futbol d'Espanya\|{{#if:\|]]                                       | Urruti        | 52    | 0     | 2      | 0      | 33    | 0     | 6                | 0                | 6    | 0    | 2                   | 0                   | 3      | 0      |
| —  | MIG  | [[Fitxer:Flag of Spain.svg\|23x15px\|border \|alt=Espanya\|link=Selecció de futbol d'Espanya\|{{#if:\|]]                                       | Víctor        | 49    | 4     | 2      | 0      | 32    | 2     | 0                | 0                | 7    | 2    | 2                   | 0                   | 6      | 0      |

## Resultats

### Amistosos
```
10-08-1983 ANDERLECHT-BARCELONA 1-1
17-08-1983 HERCULES-BARCELONA 1-3
08-12-1983 HOSPITALET-BARCELONA 2-5
20-12-1983 SANT ANDREU-BARCELONA 1-2
08-05-1984 UDINESE-BARCELONA 4-1
28-05-1984 NEW YORK COSMOS-BARCELONA 5-3
03-06-1984 FLUMINENSE-BARCELONA 2-2 /5-4/ PENALS
26-06-1984 MARTINENC-BARCELONA 3-7

```

### Centenari del Girondins de Bordeus
```
27-08-1983 GIRONDINS-BARCELONA 2-0
28-08-1983 NANTES BARCELONA 2-3

```

### Gamper
| 23 d'agost de 1983   | Barça                     | 2-0 | Nottingham Forest | Barcelona                                         |  |
| 22:30 CET Semifinals | Marcos 35' · Maradona 73' |     |                   | Camp Nou · 60.000 espectadors · Merino González · |  |

| 24 d'agost de 1983 | Barça                    | 2-1 | Borussia Dortmund | Barcelona                                          |  |
| 22:30 CET Final    | Maradona 66' · Quini 81' |     | 22' Rüssmann      | Camp Nou · 110.000 espectadors · Franco Martínez · |  |

### Lliga

#### Classificació
| Pos | Equip             | PJ | PG | PE | PP | GF | GC | DG  | Pts | Classificació o descens      |
| --- | ----------------- | -- | -- | -- | -- | -- | -- | --- | --- | ---------------------------- |
| 1   | Athletic Club (C) | 34 | 20 | 9  | 5  | 53 | 30 | +23 | 49  | Clas. per la Copa d'Europa   |
| 2   | Reial Madrid      | 34 | 22 | 5  | 7  | 59 | 37 | +22 | 49  | Clas. per la Copa de la UEFA |
| 3   | FC Barcelona      | 34 | 20 | 8  | 6  | 62 | 28 | +34 | 48  | Clas. per la Recopa d'Europa |
| 4   | Atlètic de Madrid | 34 | 17 | 8  | 9  | 53 | 47 | +6  | 42  | Clas. per la Copa de la UEFA |
| 5   | Reial Betis       | 34 | 17 | 4  | 13 | 45 | 40 | +5  | 38  | Clas. per la Copa de la UEFA |

#### Partits
| 4 de setembre de 1983 | Sevilla                               | 3-1 | Barça        | Sevilla                                                  |  |
| 21:30 CET 1a jornada  | Nimo 54' · Montero 66' · Pintinho 95' |     | 24' Alexanko | Ramón Sánchez Pizjuán · 70.000 espectadors · Pes Pérez · |  |

| 10 de setembre de 1983 | Barça        | 1-0 | Osasuna        | Barcelona                                             |  |
| 21:00 CET 2a jornada   | Carrasco 34' |     | 84' Lecumberri | Camp Nou · 90.000 espectadors · Gutiérrez Fernández · |  |

| 18 de setembre de 1983 | Mallorca      | 1-4 | Barça                                                  | Palma                                                 |  |
| 18:00 CET 3a jornada   | Armstrong 17' |     | 37' Schuster · 44' Maradona · 73' Esteban · 78' Víctor | Lluís Sitjar · 18.000 espectadors · Soriano Aladrén · |  |

| 24 de setembre de 1983 | Barça                                                             | 4-0 | Athletic | Barcelona                                         |  |
| 21:15 CET 4a jornada   | Periko Alonso 37' · Julio Alberto 44' · Marcos 89' · Carrasco 90' |     |          | Camp Nou · 120.000 espectadors · Jiménez Madrid · |  |

| 2 d'octubre de 1983  | Murcia | 0-0 | Barça | Múrcia                                             |  |
| 17:00 CET 5a jornada |        |     |       | La Condomina · 25.000 espectadors · Ramos Marcos · |  |

| 9 d'octubre de 1983  | Barça                                                     | 4-0 | Sporting | Barcelona                                          |  |
| 17:00 CET 6a jornada | Jiménez 3' (p.p.) · Quini 25' · Carrasco 57' · Marcos 62' |     |          | Camp Nou · 110.000 espectadors · Sánchez Arminio · |  |

| 15 d'octubre de 1983 | Valladolid               | 2-1 | Barça      | Valladolid                                            |  |
| 20:30 CET 7a jornada | Pepín 31' · Da Silva 62' |     | 79' Víctor | José Zorrilla · 20.000 espectadors · Urío Velázquez · |  |

| 22 d'octubre de 1983 | Barça     | 1-2 | R. Madrid                    | Barcelona                                       |  |
| 20:15 CET 8a jornada | Quini 17' |     | 12' Juanito · 19' Santillana | Camp Nou · 110.000 espectadors · Ramos Marcos · |  |

| 30 d'octubre de 1983 | Betis | 0-0 | Barça | Sevilla                                                     |  |
| 17:00 CET 9a jornada |       |     |       | Benito Villamarín · 50.000 espectadors · Urizar Azpitarte · |  |

| 6 de novembre de 1983 | Barça       | 1-0 | Málaga | Barcelona                                             |  |
| 17:00 CET 10a jornada | Carrasco 6' |     |        | Camp Nou · 80.000 espectadors · Gutiérrez Fernández · |  |

| 9 de novembre de 1983 | València                | 2-4 | Barça                                                | València                                             |  |
| 21:00 CET 11a jornada | Kempes 37' · Urruti 60' |     | 18', 89' Carrasco · 24' Alexanko · 62' Julio Alberto | Luis Casanova · 50.000 espectadors · Lamo Castillo · |  |

| 20 de novembre de 1983 | Barça | 0-0 | R. Sociedad | Barcelona                                         |  |
| 20:30 CET 12a jornada  |       |     |             | Camp Nou · 65.000 espectadors · Franco Martínez · |  |

| 26 de novembre de 1983 | Cádiz               | 1-1 | Barça        | Cadis                                                |  |
| 20:15 CET 13a jornada  | Mágico González 22' |     | 40' Alexanko | Ramón de Carranza · 20.000 espectadors · Pes Pérez · |  |

| 4 de desembre de 1983 | Barça | 0-0 | Zaragoza | Barcelona                                        |  |
| 17:00 CET 14a jornada |       |     |          | Camp Nou · 90.000 espectadors · Urío Velázquez · |  |

| 11 de desembre de 1983 | Salamanca         | 1-3 | Barça                                      | Salamanca                                            |  |
| 14:30 CET 15a jornada  | Pérez Aguerri 66' |     | 31' Quini · 50' Tente Sánchez · 54' Marcos | Helmántico · 20.000 espectadors · Martín Navarrete · |  |

| 14 de desembre de 1983 | Espanyol    | 1-0 | Barça | Barcelona                                                |  |
| 20:45 CET 16a jornada  | Giménez 85' |     |       | Estadi de Sarrià · 30.000 espectadors · García de Loza · |  |

| 31 de desembre de 1983 | Barça                             | 2-1 | At. Madrid              | Barcelona                                     |  |
| 17:00 CET 17a jornada  | Marcelino 8' (p.p.) · Esteban 12' |     | 84' Rubio · 79' Pedraza | Camp Nou · 85.000 espectadors · Marín López · |  |

| 8 de gener de 1984    | Barça                          | 3-1 | Sevilla     | Barcelona                                          |  |
| 17:00 CET 18a jornada | Maradona 68', 17' · Marcos 22' |     | 47' Montero | Camp Nou · 100.000 espectadors · Sánchez Arminio · |  |

| 15 de gener de 1984   | Osasuna                                                                          | 4-2 | Barça                          | Pamplona                                          |  |
| 17:00 CET 19a jornada | Iriguibel 8' · Echeverria 10' · Echeverria 49' · Rípodas 19' · Quique Martín 56' |     | 38', 85' Maradona · 49' Urruti | El Sadar · 26.000 espectadors · Soriano Aladrén · |  |

| 22 de gener de 1984   | Barça      | 1-1 | Mallorca  | Barcelona                                            |  |
| 17:00 CET 20a jornada | Marcos 59' |     | 38' Verón | Camp Nou · 100.000 espectadors · Álvarez Margüenda · |  |

| 29 de gener de 1984   | Athletic   | 1-2 | Barça             | Bilbao                                       |  |
| 19:30 CET 21a jornada | Argote 33' |     | 78', 12' Maradona | San Mamés · 47.000 espectadors · Pes Pérez · |  |

| 5 de febrer de 1984   | Barça             | 2-0 | Murcia | Barcelona                                          |  |
| 17:00 CET 22a jornada | Schuster 87', 45' |     |        | Camp Nou · 100.000 espectadors · Merino González · |  |

| 12 de febrer de 1984  | Sporting | 0-0 | Barça | Gijón                                               |  |
| 16:30 CET 23a jornada |          |     |       | El Molinón · 39.400 espectadors · Franco Martínez · |  |

| 18 de febrer de 1984  | Barça                                                        | 5-0 | Valladolid | Barcelona                                        |  |
| 21:15 CET 24a jornada | Carrasco 31' · Maradona 68', 57' · Marcos 63' · Schuster 74' |     |            | Camp Nou · 90.000 espectadors · García Carrión · |  |

| 25 de febrer de 1984  | R. Madrid                    | 2-1 | Barça        | Madrid                                                  |  |
| 20:15 CET 25a jornada | Juanito 16' · Santillana 79' |     | 56' Maradona | Santiago Bernabéu · 80.000 espectadors · Ramos Marcos · |  |

| 3 de març de 1984     | Barça                                           | 3-1 | Betis      | Barcelona                                     |  |
| 21:15 CET 26a jornada | Julio Alberto 53' · Carrasco 62' · Schuster 89' |     | 22' Suárez | Camp Nou · 90.000 espectadors · Marín López · |  |

| 11 de març de 1984    | Málaga | 0-1 | Barça        | Màlaga                                              |  |
| 17:00 CET 27a jornada |        |     | 85' Schuster | La Rosaleda · 25.000 espectadors · Urío Velázquez · |  |

| 17 de març de 1984    | Barça | 0-0 | Valencia | Barcelona                                         |  |
| 21:15 CET 28a jornada |       |     |          | Camp Nou · 90.000 espectadors · Merino González · |  |

| 25 de març de 1984    | R. Sociedad | 0-1 | Barça        | Sant Sebastià                                  |  |
| 17:30 CET 29a jornada |             |     | 19' Schuster | Atotxa · 20.000 espectadors · García de Loza · |  |

| 31 de març de 1984    | Barça                                            | 4-1 | Cádiz               | Barcelona                                        |  |
| 21:15 CET 30a jornada | Pichi Alonso 1', 52' · Carrasco 62' · Marcos 89' |     | 82' Mágico González | Camp Nou · 60.000 espectadors · García Carrión · |  |

| 7 d'abril de 1984     | Zaragoza | 0-1 | Barça        | Saragossa                                            |  |
| 20:15 CET 31a jornada |          |     | 75' Carrasco | La Romareda · 25.000 espectadors · Sánchez Arminio · |  |

| 15 d'abril de 1984    | Barça                      | 2-0 | Salamanca | Barcelona                                           |  |
| 17:00 CET 32a jornada | Moratalla 1' · Maradona 9' |     |           | Camp Nou · 40.000 espectadors · Álvarez Margüenda · |  |

| 22 d'abril de 1984    | Barça                                                  | 5-2 | Espanyol                                     | Barcelona                                    |  |
| 18:00 CET 33a jornada | Marcos 85', 20', 34', 8' · Carrasco 11' · Maradona 38' |     | 27' Zúñiga · 53' Zúñiga · 59' Tintín Márquez | Camp Nou · 110.000 espectadors · Pes Pérez · |  |

| 29 d'abril de 1984    | At. Madrid | 1-2 | Barça                  | Madrid                                                 |  |
| 18:00 CET 34a jornada | Rubio 16'  |     | 7' Rojo · 25' Carrasco | Vicente Calderón · 50.000 espectadors · Ramos Marcos · |  |

### Copa de la Lliga
| 19 de maig de 1984                 | Barça                                | 3-0 | R. Sociedad | Barcelona                                        |  |
| 21:15 CET Anada de la segona ronda | Schuster 23' · Pichi Alonso 45', 57' |     |             | Camp Nou · 15.000 espectadors · García Carrión · |  |

| 27 de maig de 1984                   | R. Sociedad            | 2-0 | Barça       | Sant Sebastià                                   |  |
| 19:00 CET Tornada de la segona ronda | Uralde 39' · Txiki 67' |     | 82' Esteban | Atotxa · 10.000 espectadors · Sánchez Arminio · |  |

| 3 de juny de 1984     | Mallorca                  | 2-1 | Barça    | Palma                                           |  |
| 19:00 CET Anada de 4s | Delgado 51' · Barrera 79' |     | 69' Rojo | Lluís Sitjar · 20.000 espectadors · Pes Pérez · |  |

| 9 de juny de 1984       | Barça                                       | 3-2 | Mallorca                | Barcelona                                          |  |
| 21:15 CET Tornada de 4s | Morán 43' · Pichi Alonso 76' · Alexanko 90' |     | 39' Barrera · 78' Verón | Camp Nou · 10.000 espectadors · Urizar Azpitarte · |  |

| 16 de juny de 1984       | Barça            | 1-2 | At. Madrid            | Barcelona                                     |  |
| 21:15 CET Anada de semis | Pichi Alonso 17' |     | 78', 84' Hugo Sánchez | Camp Nou · 15.000 espectadors · Marín López · |  |

| 21 de juny de 1984         | At. Madrid      | 2-1 | Barça                                         | Madrid                                                   |  |
| 20:30 CET Tornada de semis | Marina 54', 90' |     | 29' Calderé · 63' Calderé · 90' Tente Sánchez | Vicente Calderón · 30.000 espectadors · Urío Velázquez · |  |

### Copa
| 25 de gener de 1984   | Hércules          | 2-1 | Barça     | Alacant                                                 |  |
| 21:00 CET Anada de 8s | Sanabria 17', 55' |     | 9' Víctor | José Rico Pérez · 37.000 espectadors · Andújar Oliver · |  |

| 8 de febrer de 1984     | Barça                                   | 3-0 | Hércules | Barcelona                                           |  |
| 21:15 CET Tornada de 8s | Schuster 70' · Maradona 80' · Quini 83' |     |          | Camp Nou · 22.000 espectadors · Mayoral Cedenilla · |  |

| 22 de febrer de 1984  | Barça                    | 4-0 | Osasuna        | Barcelona                                        |  |
| 21:15 CET Anada de 4s | Quini 58', 16', 51', 10' |     | 84' Lecumberri | Camp Nou · 85.000 espectadors · García de Loza · |  |

| 14 de març de 1984      | Osasuna                          | 3-2 | Barça                 | Pamplona                                           |  |
| 20:30 CET Tornada de 4s | Iriguibel 68', 64' · Esparza 74' |     | 52' Clos · 56' Víctor | El Sadar · 16.000 espectadors · Martín Navarrete · |  |

| 4 d'abril de 1984        | Barça                  | 2-1 | Las Palmas                | Barcelona                                      |  |
| 21:15 CET Anada de semis | Clos 3' · Alexanko 68' |     | 23' Saavedra · 38' Farias | Camp Nou · 30.000 espectadors · Damín Rendón · |  |

| 18 d'abril de 1984         | Las Palmas    | 1-0 | Barça | Las Palmas de Gran Canaria                      |  |
| 21:30 CET Tornada de semis | Contreras 59' |     |       | Insular · 27.000 espectadors · Urío Velázquez · |  |

| 5 de maig de 1984 | Athletic   | 1-0 | Barça | Madrid                                                      |  |
| 20:15 CET Final   | Endika 13' |     |       | Santiago Bernabéu · 100.000 espectadors · Franco Martínez · |  |

### Supercopa espanyola
| 26 d'octubre de 1983 | Athletic    | 1-3 | Barça                                  | Bilbao                                            |  |
| 20:00 CET Anada      | Sarabia 44' |     | 30' Alexanko · 48' Carrasco · 77' Rojo | San Mamés · 48.000 espectadors · García de Loza · |  |

| 30 de novembre de 1983 | Barça | 0-1 | Athletic  | Barcelona                                         |  |
| 21:15 CET Tornada      |       |     | 1' Endika | Camp Nou · 35.000 espectadors · Soriano Aladrén · |  |

### Recopa
| 14 de setembre de 1983 | Magdeburg      | 1-5 | Barça                                                    | Magdeburg                                                  |  |
| 20:00 CET Anada de 16s | Pommerenke 57' |     | 2' Schuster · 78', 13', 75' Maradona · 64' Periko Alonso | Ernst-Grube-Stadion · 32.000 espectadors · Luigi Agnolin · |  |

| 28 de setembre de 1983   | Barça          | 2-0 | Magdeburg | Barcelona                                      |  |
| 21:15 CET Tornada de 16s | Quini 78', 21' |     |           | Camp Nou · 15.000 espectadors · Bruno Galler · |  |

| 19 d'octubre de 1983  | NEC Nimega                | 2-3 | Barça                                                          | Nimega                                                |  |
| 20:00 CET Anada de 8s | Janssen 5' · Mommertz 43' |     | 45' Migueli · 56' Migueli · 49' (p.p.) Van Rossum · 70' Urbano | Goffertstadion · 29.000 espectadors · Heinz Fahnler · |  |

| 2 de novembre de 1983   | Barça                       | 2-0 | NEC Nimega | Barcelona                                        |  |
| 21:15 CET Tornada de 8s | Periko Alonso 3' · Clos 43' |     |            | Camp Nou · 10.000 espectadors · Károly Palotai · |  |

| 7 de març de 1984     | Barça                      | 2-0 | Manchester United | Barcelona                                        |  |
| 21:15 CET Anada de 4s | Hogg 33' (p.p.) · Rojo 90' |     |                   | Camp Nou · 80.000 espectadors · Michel Vautrot · |  |

| 21 de març de 1984      | Manchester United               | 3-0 | Barça | Manchester                                          |  |
| 20:30 CET Tornada de 4s | Robson 50', 23' · Stapleton 53' |     |       | Old Trafford · 56.000 espectadors · Paolo Casarin · |  |